# Александър Стамболийски (село)
Вижте пояснителната страница за други личности с името Александър Стамболийски.
Алекса̀ндър Стамболѝйски е село в Североизточна България, община Генерал-Тошево, област Добрич.

## География
Село Александър Стамболийски се намира в Южна Добруджа, на около 44 km изток-североизточно от областния център град Добрич, 26 km източно от общинския център град Генерал-Тошево и 29 km северно от град Каварна. На около 6 km на север от него отстои границата с Румъния, а на около 16 km на изток – брегът на Черно море при село Дуранкулак. Разположено е в Източната Дунавска равнина, на територия с леко хълмист релеф. През южните му части минава дълбокият и сух дол (суходол) „Сухото дере“, идващ от запад през селата Великово, Сираково, Сърнино и преминаващ на север покрай село Бежаново нататък и на румънска територия. Северозападно от дола има изоставени кладенци с питейна вода, дълбоки по около 80 m. Надморската височина в центъра на селото е около 84 m. Климатът е умерено континентален.
На север асфалтиран общински път от около 2 km свързва селото с третокласния републикански път III-2904, водещ на изток през селата Бежаново, Захари Стояново и Стаевци до село Дуранкулак, а на запад – през селата Спасово, Рогозина и Чернооково до село Кардам и връзка в него с второкласния републикански път II-29, който води на север към границата с Румъния и ГКПП Кардам, а на юг през град Генерал Тошево към град Варна.
Плодородните почви и подходящият климат в района благоприятстват развитието на земеделието и животновъдството.
Характерно за масивите от земеделски поземлени имоти в землището на селото е наличието на полезащитни горски пояси с ширина от 10 – 12 m до около 30 m по границите на голяма част от тях.
Землището на село Александър Стамболийски граничи със землищата на: село Спасово на северозапад и север; село Бежаново на север и североизток; село Черноморци на изток; село Било на юг; село Септемврийци на юг; село Белгун на югозапад; село Сърнино на запад.
Числеността на населението на село Александър Стамболийски по данните от преброяванията от 1934 г. насам се променя както следва:
| \| Година на преброяване \| Численост \| \| --------------------- \| --------- \| \| 1934 \| 510 \| \| 1946 \| 578 \| \| 1956 \| 520 \| \| 1965 \| 398 \| \| 1975 \| 240 \| \| 1985 \| 147 \| \| 1992 \| 126 \| \| 2001 \| 65 \| \| 2011 \| 30 \| \| 2021 \| 21 \| |           |
| Година на преброяване | Численост |
| 1934 | 510       |
| 1946 | 578       |
| 1956 | 520       |
| 1965 | 398       |
| 1975 | 240       |
| 1985 | 147       |
| 1992 | 126       |
| 2001 | 65        |
| 2011 | 30        |
| 2021 | 21        |

Етническият състав на населението по численост и дял на етническите групи според преброяването през 2011 г. е:
| Етнически групи     | Численост | Дял (в %) |
| Общо                | 30        | 100       |
| Българи             | 27        | 90        |
| Турци               | 0         | 0         |
| Цигани              | 0         | 0         |
| Други               | 0         | 0         |
| Не се самоопределят | 0         | 0         |
| Неотговорили        | 3         | 10        |

## История
Най-ранни сведения за селото се откриват в турския данъчен регистър на овцевъдите от 1573 г. В него е отбелязано, че в селото – тогава записано Сахтиянлу, има 8 овчари, които дължат 295 овце като данък на държавата. В данъчен регистър от 1676 г. селото е записано Сахтианлък. Името идва от сахтиян – фино обработена и боядисана козя или овча кожа, използвана за направата на обувки, чанти, подвързия и други – вероятно във връзка с поминъка на населението.
След Освобождението селото е в България от 1878 г. до 1913 г. и от 1940 г. По силата на Букурещкия мирен договор от 1913 г. селото остава в румънска територия. Върнато е на България по Крайовския договор от 1940 г.
Село Сахтианлък е преименувано през 1906 г. на Симеоново (в памет на Цар Симеон I Велики), а през 1947 г. – на Александър Стамболийски.
Народно основно училище „Христо Ботев“ се създава през 1940 г. с предмет на дейност: учебно-възпитателна работа – 1 – 7 клас. Действа до 1967 г. По спомени училище е съществувало преди 1913 г., за което липсва документална информация.
Производителна земеделска стопанска кооперация „Жетвар“ основават местни жители на 25 септември 1941 г.
Трудово-кооперативно земеделско стопанство „Жетвар“ е създадено през 1941 г. с предмет на дейност: кооперативно обработване и стопанисване на земята на земеделски стопани, осъществяване на производствена дейност в земеделието и животновъдството чрез планово ръководство и контрол. Прекратява дейността си през 1958 г. и се присъединява към Обединено трудово-кооперативно земеделско стопанство (ОТКЗС) – село Спасово.
Всестранна кооперация „Обединение“ е създадена през 1948 г. с предмет на дейност: търговия, изкупуване и производство на хранителни и други потребителски стоки с местно значение. Прекратява дейността си през 1955 г. и се слива с Потребителна кооперация – село Спасово.

## Обществени институции
Изпълнителната власт в село Александър Стамболийски към 2024 г. се упражнява от кметски наместник.

## Поминък
Основен поминък за малкото хора, останали в селото към края на 2010-те години, е земеделието и животновъдството. Селото има голяма мера (пасище), което позволява отглеждане както на едър рогат добитък, така и на овце и кози. Обработваемата му земя надхвърля 1000 ha, като се обработва от крупни земеделски стопани от спасовския край.

## Природни забележителности
Село Александър Стамболийски е в обхвата на две защитени зони:
- защитена зона по директивата за птиците[16] „Бѝло“;[17]
- защитена зона по директивата за местообитанията[18] „Крайморска Добруджа.[19]

## Редовни събития
Съборът на селото се провежда всяка година на 14 юни.